# アブドゥライ・ファイ
アブドゥライ・ディアニュ＝ファイ（Abdoulaye Diagne-Faye, 1978年2月26日 - ）は、セネガル・ダカール出身の元同国代表サッカー選手。現役時代のポジションはディフェンダー。

## 経歴
2014年12月、マレーシア・プレミアリーグのサバFAに移籍することが発表された。
セネガル代表としてアフリカネイションズカップ2004、2006、2008に出場。

## 代表歴

### 試合数
出典
| セネガル代表 | 国際Aマッチ | 国際Aマッチ |
| 年           | 出場        | 得点        |
| ------------ | ----------- | ----------- |
| 2002         | 2           | 0           |
| 2003         | 1           | 0           |
| 2004         | 7           | 0           |
| 2005         | 5           | 1           |
| 2006         | 7           | 0           |
| 2007         | 3           | 0           |
| 2008         | 9           | 1           |
| 2009         | 1           | 0           |
| 2010         | 1           | 0           |
| 通算         | 36          | 2           |

## タイトル
- ストーク年間最優秀選手 : 2008-09